# Zigeunerfels mit Höhle
Der Zigeunerfels mit Höhle ist ein Geotop und archäologischer Fundort rund 800 Meter südöstlich des Sigmaringer Ortsteils Unterschmeien in Baden-Württemberg. In einem tief in das Plateau der Schwäbischen Alb eingeschnittenen Tal fließt die Schmeie ihrer etwa ein Kilometer südöstlich gelegenen Mündung in die Donau entgegen.
Die Höhle ist ein Abri. Sie ist rund 10 Meter breit, 3,0 Meter tief und 2,4 Meter hoch und liegt in einer Kalksteinwand aus Schichten des Kimmeridgiums, des so genannten Malm Epsilon, an der Abzweigung des Kirchtales.

## Archäologische Untersuchungen
Die erste Probegrabung wurde 1967 von Wolfgang Taute (1934–1995) durchgeführt, der unterschiedliche Horizonte feststellte und das Abri als vorgeschichtliche Jagdstation erkannte. Von 1971 bis 1973 folgten weitere Grabungen, bei denen die Sedimente bis in eine Tiefe von 3,4 m untersucht wurden. Darunter liegen weitere Sedimente von mindestens 3,0 m Mächtigkeit.
Das Profil gliederte Taute in drei Hauptabschnitte. Unterhalb von 1,6 m finden sich durch fließendes Wasser geschaffene Ablagerungen, die unterschiedlich stark gerundete Kalksteine des umgebenden Juragesteins und einen unbeständigen Anteil an Schluff und Sand enthalten. Außer den Kulturschichten kommen Flussgerölle vor, deren Anteil im Hangenden abnimmt. Auf wiederholte Durchflutungen schließt Taute im unteren Profilabschnitt, wo die Sedimente in Wechsellagerung liegen. Als Frostschutt interpretiert wird ein homogener, heller Kalkschutt, der zwischen 1,6 und 0,8 m unter der Oberfläche liegt. Zuoberst liegen Holzkohle und Asche führende, 0,8 m mächtige, schwarzhumose Ablagerungen. Gruben und Brandschichten weisen auf menschliche Aktivitäten. Die Funde reichen von der jüngeren Altsteinzeit bis in die Mittelsteinzeit.